# IPHL 1904/05

V sezoni 1904/05 lige WPHL so igrala moštva lige International Professional Hockey League.

## Končna lestvica
| Moštvo                 | OT | Z  | P  | R | GF  | GA  | TOČ | Povpr. |
| ---------------------- | -- | -- | -- | - | --- | --- | --- | ------ |
| Calumet-Larium Miners  | 24 | 18 | 5  | 1 | 131 | 75  | 37  | .770   |
| Houghton-Portage Lakes | 24 | 15 | 7  | 2 | 98  | 81  | 32  | .666   |
| Michigan Soo Indians   | 24 | 10 | 13 | 1 | 81  | 79  | 21  | .438   |
| Pittsburgh Pros        | 24 | 8  | 15 | 1 | 82  | 144 | 17  | .354   |
| Canadian Soo           | 24 | 6  | 17 | 2 | 97  | 140 | 13  | .271   |